# خیالاتی (مجموعه تلویزیونی)
خیالاتی که با نام آقای دلار معروف شد، مجموعه‌ای تلویزیونی ۱۰ قسمتی کاری از گروه اقتصاد شبکه یک به کارگردانی و تهیه کنندگی «مجید بهشتی» و تولید سال ۱۳۶۸ است. این مجموعه‌ای تلویزیونی کاری فرهنگی و اجتماعی درباره تأثیر تغییرات نرخ ارز در زندگی مردم بود.

## خلاصهٔ داستان
فرجامی کارمند ادارۀ کار، به قصد ورود به عرصۀ خرید و فروش دلار، خود را بازخرید می‌کند. دلالی دلار، درآمد خوبی دارد و فرجامی سرخوش از این کسب و کار تازه، اصرار دارد که دخترش با یک دلارفروش، ازدواج کند. دختر که از کار پدر ناخشنود است، قصد ازدواج با پسردایی خود را دارد. در جریان پذیرش قطعنامه ۵۹۸، نرخ دلار به سرعت نزول می‌کند و فرجامی ورشکست و راهی بیمارستان می‌شود. فرجام کار، ندامت و پشیمانی فرجامی است و ازدواج دختر با پسردایی.

## سایر مشخصات و عوامل تولید
- نویسنده: فرهاد توحیدی
- کارگردان و تهیه‌کننده: مجید بهشتی
- تصویربرداران: قربانخانی، آسیایی، پیلارام
- مدیر تولید: محمود خسروی
- موسیقی: جهانسوز فولادی
- تدوینگر: حسین آقاجانی
- بازیگران: 
اسماعیل داورفر 
 آزیتا لاچینی 
 بیوک میرزایی 
 حسن مهمانی 
 دانیال حکیمی 
 میرمحمد تجدد 
 سایه میثمی 
 صفا آقاجانی 
 منوچهر لاریجانی 
 علی عمرانی 
 مینا شالچی
- صدیقه کیانفر
- فرمت: ویدئویی
- مدت زمان: ۴۵۰ دقیقه
- تعداد قسمتها: ۱۰ قسمت

## منبع
1. ↑  «پخش دوباره سریال «آقای دلار» بعد از سالها». جام جم سیما. بایگانی‌شده از اصلی در ۲۷ سپتامبر ۲۰۱۳. دریافت‌شده در ۲۶ سپتامبر ۲۰۱۳. بیش از یک پارامتر |نشانی بایگانی= و |archive-url= داده‌شده است (کمک); بیش از یک پارامتر |تاریخ بایگانی= و |archive-date= داده‌شده است (کمک)

فرهنگ سریالهای تلویزیونی ایران از آغاز تا امروز؛ ماهنامه سینمایی «فیلم»، شماره ۲۴۵ ، ۱۵ آذر ۱۳۷۸، صفحه ۸۳